# One Tampa City Center
One Tampa City Center – wieżowiec w Tampie, w stanie Floryda, w Stanach Zjednoczonych, o wysokości 164 m. Budynek został otwarty w 1981 i posiada 39 kondygnacji.